# Oberoende variabel
Oberoende variabel. Vid en undersökning av samband mellan variabler är den oberoende variabeln, eventuellt flera oberoende variabler, oberoende av eller 'orsak' till fördelningen i den beroende variabeln. Den/de oberoende variablerna kommer normalt före den beroende variabeln i tid.
Begreppet oberoende variabel kan ha två helt skilda betydelser. I den första meningen är det den faktor i ett experiment som kontrolleras av försöksledaren. Det som inträffar till följd av förändringar i den oberoende variabeln kallas där beroende variabel. Detta svarar också direkt mot den självklara betydelsen av det matematiska begreppet. 
Inom statistiken talar man däremot om två oberoende variabler om dessa är knutna till oberoende händelser vilket i sin tur innebär att sannolikheten för att den ena händelsen inträffar är oberoende av huruvida den andra inträffar eller ej. 